# コーネル・ビッグレッド
コーネル・ビッグレッド（英: Cornell Big Red）は、アメリカ合衆国のコーネル大学のスポーツ競技チーム。NCAAディビジョンI所属。

## 競技チーム
| 男子スポーツ                            | 女子スポーツ       |
| --------------------------------------- | ------------------ |
| 野球                                    | バスケットボール   |
| バスケットボール                        | クロスカントリー   |
| クロスカントリー                        | 馬術               |
| フットボール                            | フェンシング       |
| ゴルフ                                  | フィールドホッケー |
| アイスホッケー                          | 体操               |
| ラクロス                                | アイスホッケー     |
| ポロ                                    | ラクロス           |
| ローイング                              | ポロ               |
| ローイング軽量級                        | ローイング         |
| サッカー                                | セーリング         |
| スプリントフットボール                  | サッカー           |
| スカッシュ                              | ソフトボール       |
| 水泳・飛込                              | スカッシュ         |
| テニス                                  | 水泳・飛込         |
| 陸上†                                   | テニス             |
| レスリング                              | 陸上†              |
|                                         | バレーボール       |
| †屋外競技チームと室内競技チームがある。 |                    |